# Lavoûte-sur-Loire
Lavoûte-sur-Loire (appelée plus familièrement Lavoûte) est une commune française située en Emblavez, dans le département de la Haute-Loire en région Auvergne-Rhône-Alpes.
Elle est en partie connue pour son château de Lavoûte-Polignac.

## Géographie

### Localisation
La commune de Lavoûte-sur-Loire se trouve dans le département de la Haute-Loire, en région Auvergne-Rhône-Alpes.
La commune de Lavoûte-sur-Loire faisait partie de la communauté de communes de l'Emblavez depuis le 1er janvier 1996. Au 1er janvier 2017, Lavoute est entrée dans la communauté d’agglomération du Puy (qui a absorbé l'Emblavez).
Lavoûte-sur-Loire était dans le canton de Saint-Paulien, avant la réforme de mars 2015. Le village est aujourd'hui dans le canton d'Emblavez-et-Meygal.
Depuis 1995, Lavoûte-sur-Loire est intégré au Pays du Velay.
Elle se situe à 14 km par la route du Puy-en-Velay, préfecture du département, et à 25 km de Saint-Julien-Chapteuil, bureau centralisateur du canton d'Emblavez-et-Meygal dont dépend la commune depuis 2015 pour les élections départementales.
Les communes les plus proches sont : 
Saint-Vincent (2,9 km), Beaulieu (3,0 km), Chaspinhac (4,7 km), Blanzac (5,2 km), Malrevers (5,2 km), Le Monteil (5,9 km), Chadrac (6,1 km), Polignac (6,5 km).
| Saint-Geneys-près-Saint-Paulien | Saint-Vincent ; Vorey                        | Rosières ; Mézères     |
| Borne ; Saint-Paulien ; Blanzac | Lavoûte-sur-Loire                            | Beaulieu               |
| Polignac                        | Chadrac ; Brives-Charensac ; Le Puy-en-Velay | Chaspinhac ; Malrevers |

### Climat
Pour des articles plus généraux, voir Climat d'Auvergne-Rhône-Alpes et Climat de la Haute-Loire.
En 2010, le climat de la commune est de type climat des marges montargnardes, selon une étude du Centre national de la recherche scientifique s'appuyant sur une série de données couvrant la période 1971-2000. En 2020, Météo-France publie une typologie des climats de la France métropolitaine dans laquelle la commune est exposée à un climat de montagne ou de marges de montagne et est dans la région climatique Sud-est du Massif Central, caractérisée par une pluviométrie annuelle de 1 000 à 1 500 mm, minimale en été, maximale en automne.
Pour la période 1971-2000, la température annuelle moyenne est de 10,5 °C, avec une amplitude thermique annuelle de 16,5 °C. Le cumul annuel moyen de précipitations est de 775 mm, avec 8,1 jours de précipitations en janvier et 6,3 jours en juillet. Pour la période 1991-2020, la température moyenne annuelle observée sur la station météorologique de Météo-France la plus proche, « Le Puy-Chadrac », sur la commune de Chadrac à 6 km à vol d'oiseau, est de 10,4 °C et le cumul annuel moyen de précipitations est de 632,0 mm,. Pour l'avenir, les paramètres climatiques de la commune estimés pour 2050 selon différents scénarios d'émission de gaz à effet de serre sont consultables sur un site dédié publié par Météo-France en novembre 2022.

### Géologie et relief
Commune rurale de montagne située dans le Massif central, sa superficie est de 10,16 km2 ; son altitude varie de 554  à   900 mètres.

### Hydrographie
La Loire est le seul cours d'eau qui traverse le village. Il complète par la même occasion le nom officiel de la commune : Lavoûte-sur-Loire.

## Urbanisme

### Typologie
Au 1er janvier 2024, Lavoûte-sur-Loire est catégorisée commune rurale à habitat dispersé, selon la nouvelle grille communale de densité à sept niveaux définie par l'Insee en 2022.
Elle est située hors unité urbaine. Par ailleurs la commune fait partie de l'aire d'attraction du Puy-en-Velay, dont elle est une commune de la couronne,. Cette aire, qui regroupe 59 communes, est catégorisée dans les aires de 50 000 à moins de 200 000 habitants,.

### Transports et voies de communications
La gare ferroviaire fut mise en service le 14 mai 1866.
La gare de Lavoûte-sur-Loire est reliée par une voie de chemin de fer à Saint-Étienne (en une heure) et Le-Puy-en-Velay (en une quinzaine de minutes). La ligne est gérée par le réseau TER Auvergne-Rhône-Alpes.
Plusieurs routes départementales partent de Lavoûte-sur-Loire en direction de plusieurs villages, tels que : Saint-Vincent, Vorey et Chadrac (via la D103); Saint-Paulien) (via la D25); Beaulieu (via la D7).

### Habitat et logement
En 2018, le nombre total de logements dans la commune était de 478, alors qu'il était de 482 en 2013 et de 443 en 2008.
Parmi ces logements, 78,7 % étaient des résidences principales, 13,6 % des résidences secondaires et 7,7 % des logements vacants. Ces logements étaient pour 88,3 % d'entre eux des maisons individuelles et pour 11,7 % des appartements.
Le tableau ci-dessous présente la typologie des logements à Lavoûte-sur-Loire en 2018 en comparaison avec celle de la Haute-Loire et de la France entière. Une caractéristique marquante du parc de logements est ainsi une proportion de résidences secondaires et logements occasionnels (13,6 %) inférieure à celle du département (16,1 %) mais supérieure à celle de la France entière (9,7 %). Concernant le statut d'occupation de ces logements, 69,5 % des habitants de la commune sont propriétaires de leur logement (72 % en 2013), contre 70 % pour la Haute-Loire et 57,5 pour la France entière.
| Typologie                                               | Lavoûte-sur-Loire | Haute-Loire | France entière |
| ------------------------------------------------------- | ----------------- | ----------- | -------------- |
| Résidences principales (en %)                           | 78,7              | 71,5        | 82,1           |
| Résidences secondaires et logements occasionnels (en %) | 13,6              | 16,1        | 9,7            |
| Logements vacants (en %)                                | 7,7               | 12,4        | 8,2            |

## Toponymie
Attestée sous la forme La Vouta en 1252, La Voûte-de-Polignac avant la Révolution.

## Préhistoire
La présence d'un site paléontologique dit gisement de faune villafranchienne à Ceyssaquet permet une datation d'environ 800 000 ans avant le présent.

## Histoire
Préalablement dénommée La Voûte-de-Polignac, le nom de Lavoûte-sur-Loire fut attribué à la commune au cours de la période révolutionnaire de la Convention nationale (1792-1795).

### Château Polignac
Le château, ayant toujours  appartenu à la Maison de Polignac, apparaît vers l'an 1000, et peut-être même longtemps avant cette date[réf. souhaitée]. Il est agrandi au XIIIe, remanié aux XVIe et XVIIe siècles. Il fut la maison de repos de la famille, alors que le château de Polignac, situé à environ 6 km au sud-ouest, fut la maison de guerre (à partir du XIe siècle).

## Politique et administration

### Découpage territorial
La commune de Lavoûte-sur-Loire est membre de la communauté d'agglomération du Puy-en-Velay, un établissement public de coopération intercommunale (EPCI) à fiscalité propre créé le 26 décembre 2016 dont le siège est à Le Puy-en-Velay. Ce dernier est par ailleurs membre d'autres groupements intercommunaux.
Sur le plan administratif, elle est rattachée à l'arrondissement du Puy-en-Velay, au département de la Haute-Loire, en tant que circonscription administrative de l'État, et à la région Auvergne-Rhône-Alpes.
Sur le plan électoral, elle dépend du canton d'Emblavez-et-Meygal pour l'élection des conseillers départementaux, depuis le redécoupage cantonal de 2014 entré en vigueur en 2015, et de la deuxième circonscription de la Haute-Loire   pour les élections législatives, depuis le redécoupage électoral de 1986.

### Liste des maires
| Période                                  | Période  | Identité          | Étiquette | Qualité                                |
| ---------------------------------------- | -------- | ----------------- | --------- | -------------------------------------- |
| Les données manquantes sont à compléter. |          |                   |           |                                        |
| mars 2001                                | 2014     | Jean-Paul Beaumel | DVG       | Président de la communauté de communes |
| 2014                                     | 2020     | Laetitia Cornu    |           |                                        |
| 2020                                     | En cours | Jean-Paul Beaumel |           |                                        |

## Population et société

### Démographie

#### Évolution démographique
L'évolution du nombre d'habitants est connue à travers les recensements de la population effectués dans la commune depuis 1793. Pour les communes de moins de 10 000 habitants, une enquête de recensement portant sur toute la population est réalisée tous les cinq ans, les populations de référence des années intermédiaires étant quant à elles estimées par interpolation ou extrapolation. Pour la commune, le premier recensement exhaustif entrant dans le cadre du nouveau dispositif a été réalisé en 2007.

En 2022, la commune comptait 813 habitants, en évolution de −4,01 % par rapport à 2016 (Haute-Loire : +0,36 %, France hors Mayotte : +2,11 %).
| 1793 | 1800 | 1806 | 1821 | 1831 | 1836 | 1841 | 1846 | 1851 |
| ---- | ---- | ---- | ---- | ---- | ---- | ---- | ---- | ---- |
| 646  | 613  | 594  | 700  | 744  | 713  | 739  | 776  | 754  |

| 1856 | 1861 | 1866 | 1872 | 1876 | 1881 | 1886 | 1891 | 1896 |
| ---- | ---- | ---- | ---- | ---- | ---- | ---- | ---- | ---- |
| 789  | 830  | 848  | 841  | 807  | 836  | 878  | 850  | 828  |

| 1901 | 1906 | 1911 | 1921 | 1926 | 1931 | 1936 | 1946 | 1954 |
| ---- | ---- | ---- | ---- | ---- | ---- | ---- | ---- | ---- |
| 830  | 852  | 803  | 743  | 701  | 702  | 628  | 642  | 527  |

| 1962 | 1968 | 1975 | 1982 | 1990 | 1999 | 2006 | 2007 | 2012 |
| ---- | ---- | ---- | ---- | ---- | ---- | ---- | ---- | ---- |
| 527  | 514  | 509  | 614  | 697  | 687  | 719  | 724  | 830  |

| 2017 | 2022 | - | - | - | - | - | - | - |
| ---- | ---- | - | - | - | - | - | - | - |
| 840  | 813  | - | - | - | - | - | - | - |

#### Pyramide des âges
La population de la commune est relativement jeune.
En 2018, le taux de personnes d'un âge inférieur à 30 ans s'élève à 34 %, soit au-dessus de la moyenne départementale (31 %). À l'inverse, le taux de personnes d'âge supérieur à 60 ans est de 30,2 % la même année, alors qu'il est de 31,1 % au niveau départemental.
En 2018, la commune comptait 443 hommes pour 393 femmes, soit un taux de 52,99 % d'hommes, largement supérieur au taux départemental (49,13 %).
Les pyramides des âges de la commune et du département s'établissent comme suit.
| Hommes | Classe d’âge | Femmes |
| ------ | ------------ | ------ |
| 0,2    | 90 ou +      | 0,8    |
| 5,9    | 75-89 ans    | 7,6    |
| 22,3   | 60-74 ans    | 23,9   |
| 17,3   | 45-59 ans    | 18,2   |
| 16,8   | 30-44 ans    | 19,4   |
| 15,7   | 15-29 ans    | 12,9   |
| 21,7   | 0-14 ans     | 17,2   |

| Hommes | Classe d’âge | Femmes |
| ------ | ------------ | ------ |
| 0,9    | 90 ou +      | 2,5    |
| 8,4    | 75-89 ans    | 11,7   |
| 20,4   | 60-74 ans    | 20,5   |
| 21,3   | 45-59 ans    | 20,3   |
| 16,8   | 30-44 ans    | 16,3   |
| 15,2   | 15-29 ans    | 13,2   |
| 17     | 0-14 ans     | 15,6   |

## Économie

### Revenus
En 2018, la commune compte 367 ménages fiscaux, regroupant 810 personnes. La médiane du revenu disponible par unité de consommation est de 20 080 € (20 800 € dans le département).

### Emploi
| Division       | 2008  | 2013  | 2018   |
| -------------- | ----- | ----- | ------ |
| Commune        | 6,7 % | 8,4 % | 11,8 % |
| Département    | 6,3 % | 7,7 % | 7,7 %  |
| France entière | 8,3 % | 10 %  | 10 %   |

En 2018, la population âgée de 15 à 64 ans s'élève à 488 personnes, parmi lesquelles on compte 74,9 % d'actifs (63 % ayant un emploi et 11,8 % de chômeurs) et 25,1 % d'inactifs,. En  2018, le taux de chômage communal (au sens du recensement) des 15-64 ans est supérieur à celui de la France et du département, alors qu'il était inférieur à celui de la France en 2008.
La commune fait partie de la couronne de l'aire d'attraction du Puy-en-Velay, du fait qu'au moins 15 % des actifs travaillent dans le pôle,. Elle compte 97 emplois en 2018, contre 94 en 2013 et 74 en 2008. Le nombre d'actifs ayant un emploi résidant dans la commune est de 313, soit un indicateur de concentration d'emploi de 31 % et un taux d'activité parmi les 15 ans ou plus de 55,2 %.
Sur ces 313 actifs de 15 ans ou plus ayant un emploi, 56 travaillent dans la commune, soit 18 % des habitants. Pour se rendre au travail, 87,9 % des habitants utilisent un véhicule personnel ou de fonction à quatre roues, 2,9 % les transports en commun, 6,3 % s'y rendent en deux-roues, à vélo ou à pied et 2,9 % n'ont pas besoin de transport (travail au domicile).

## Culture locale et patrimoine

### Lieux et monuments
- Église Saint-Maurice[29], romane.
- Château de Lavoûte-Polignac[30].
- Ruine du vieux pont sur la Loire.

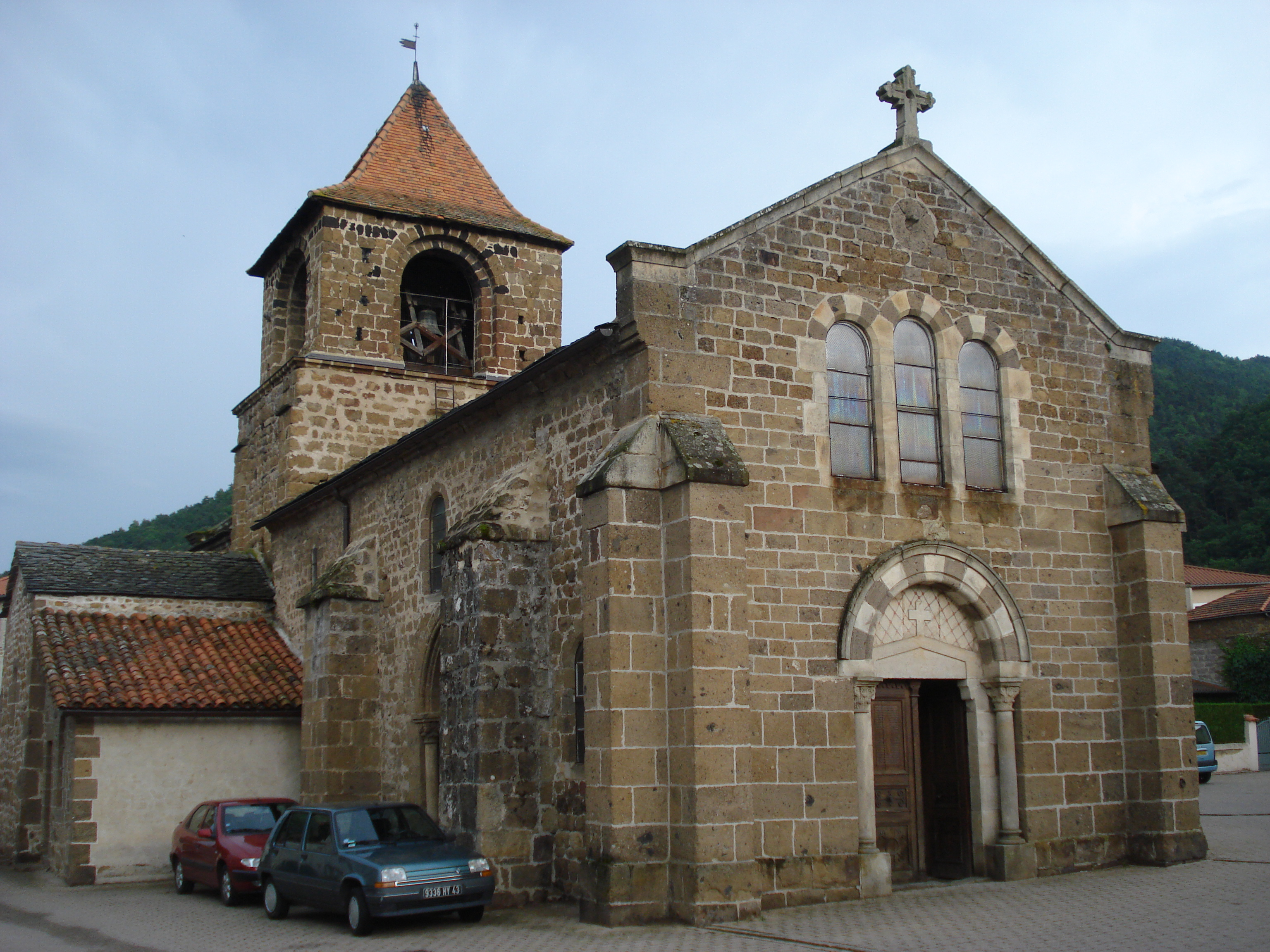
L'église Saint-Maurice de Lavoûte-sur-Loire.
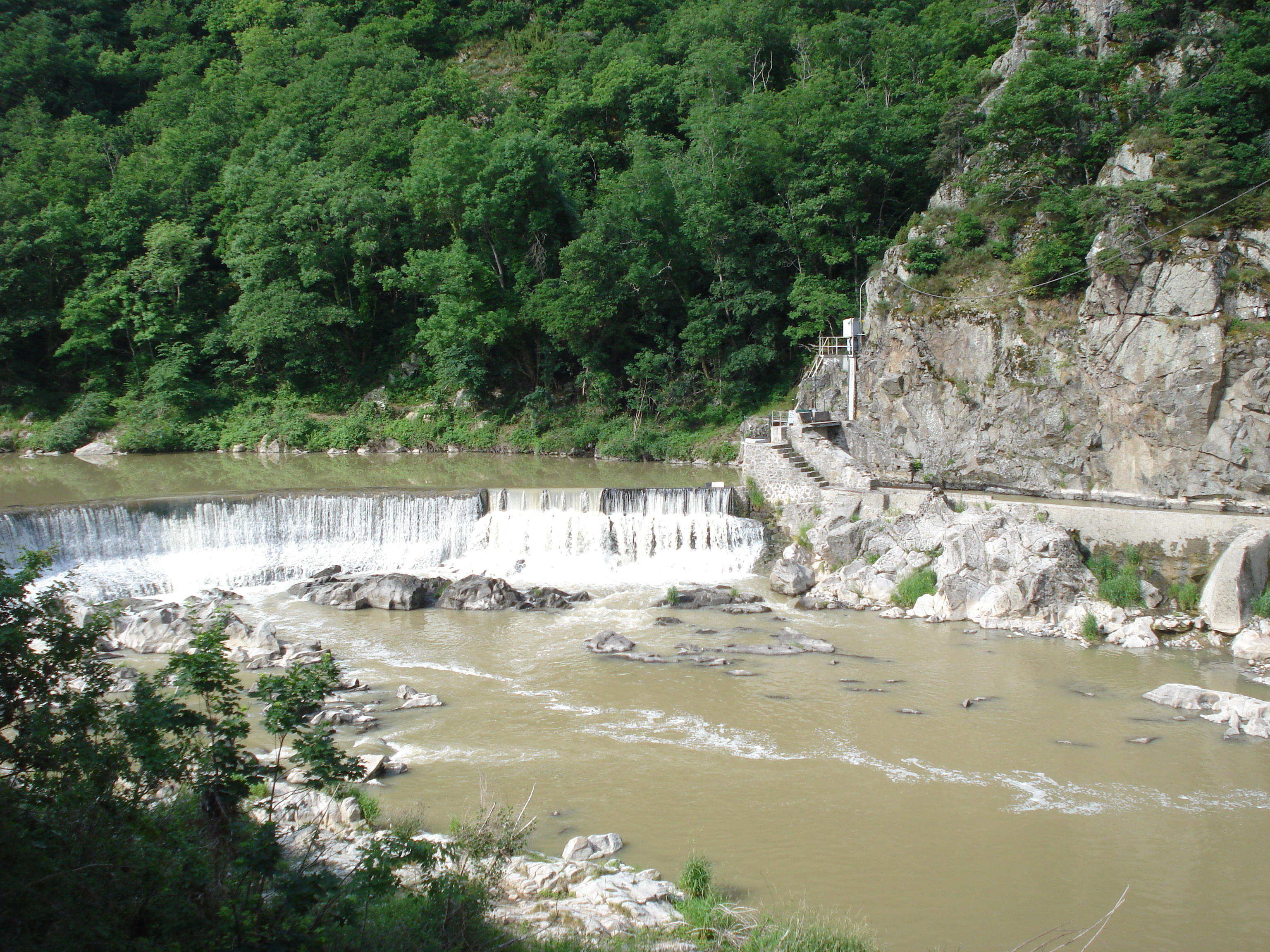
Un barrage sur Lavoûte-Polignac.
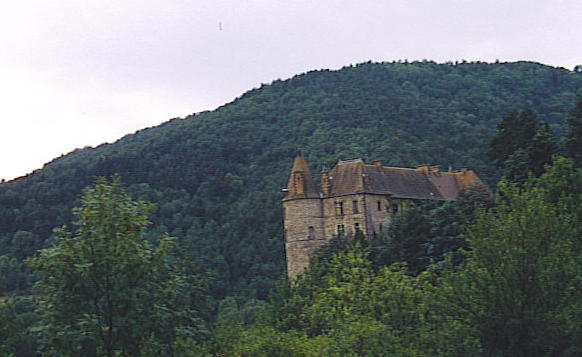
Château de Lavoûte-Polignac.
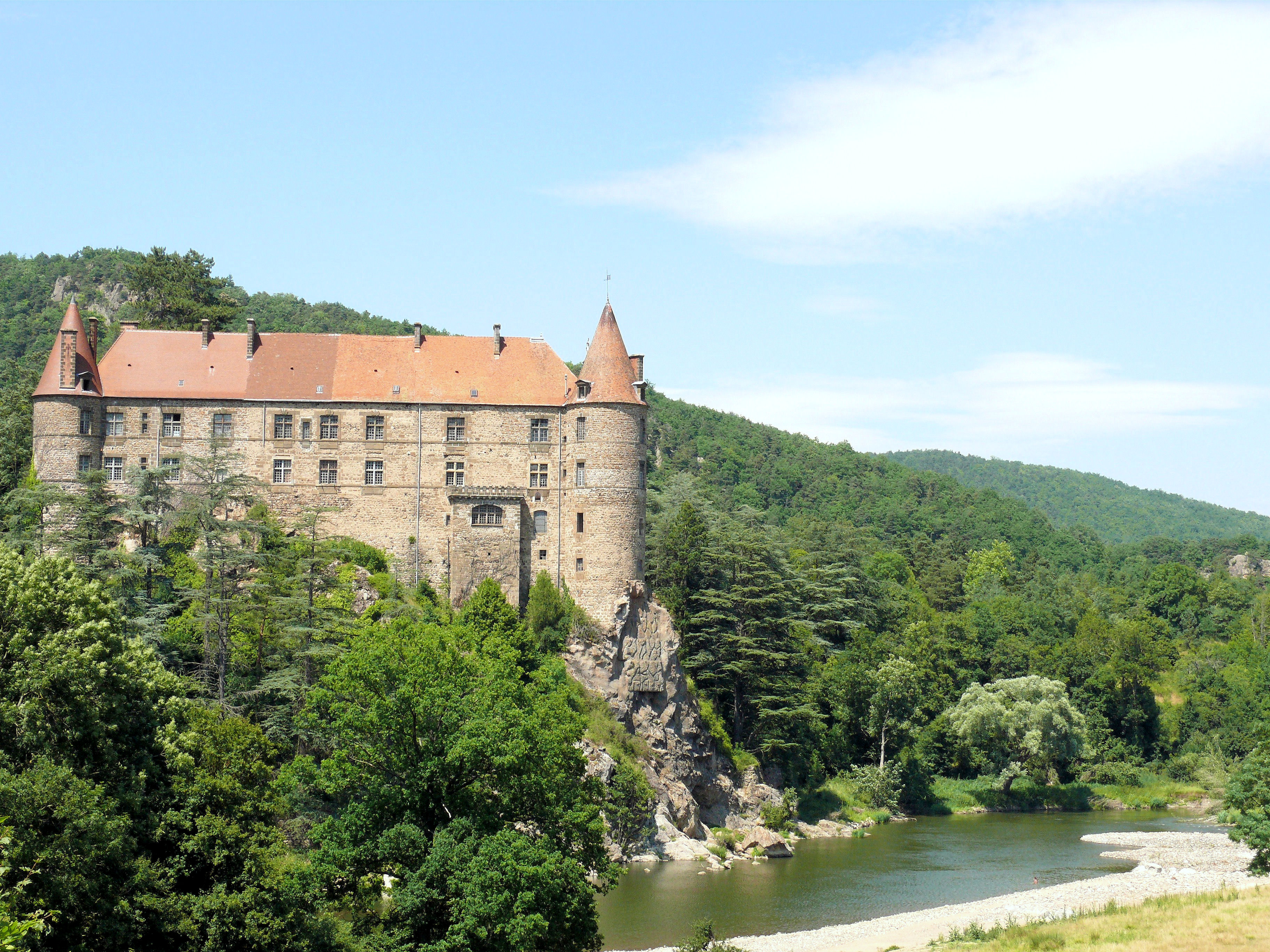
Château de Lavoûte-Polignac dominant la Loire.
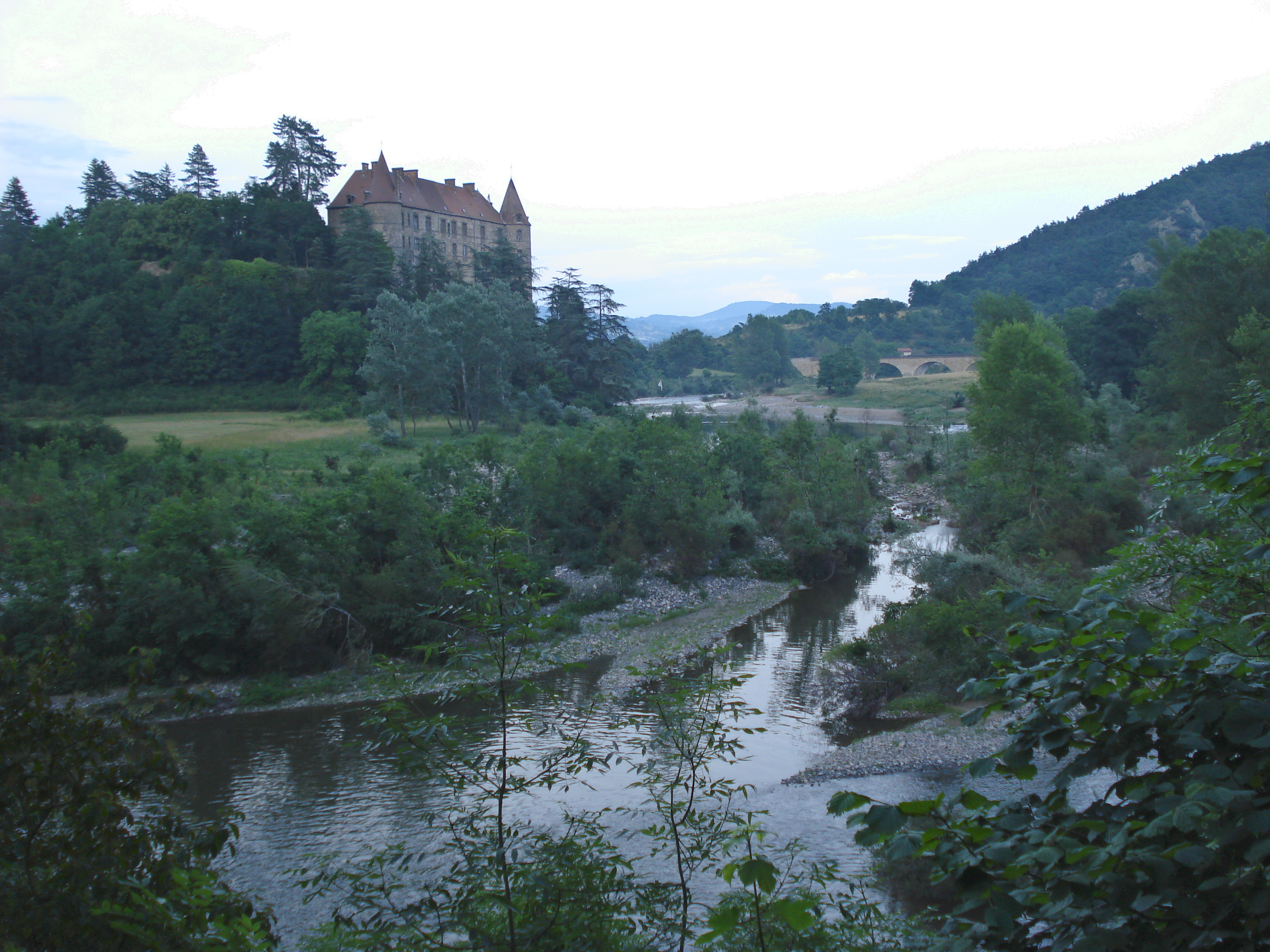
Château de Lavoûte-Polignac.
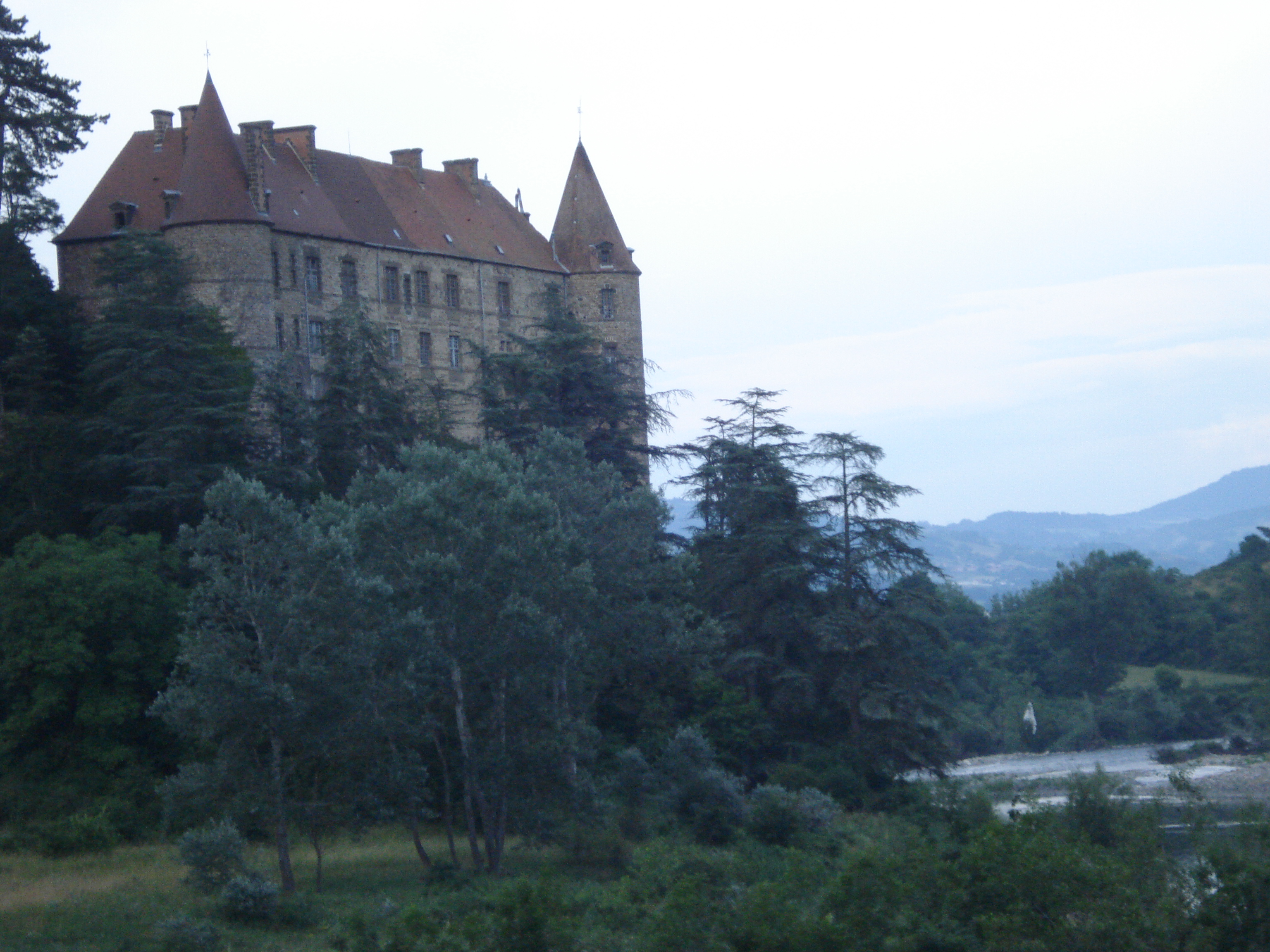
Château de Lavoûte-Polignac.
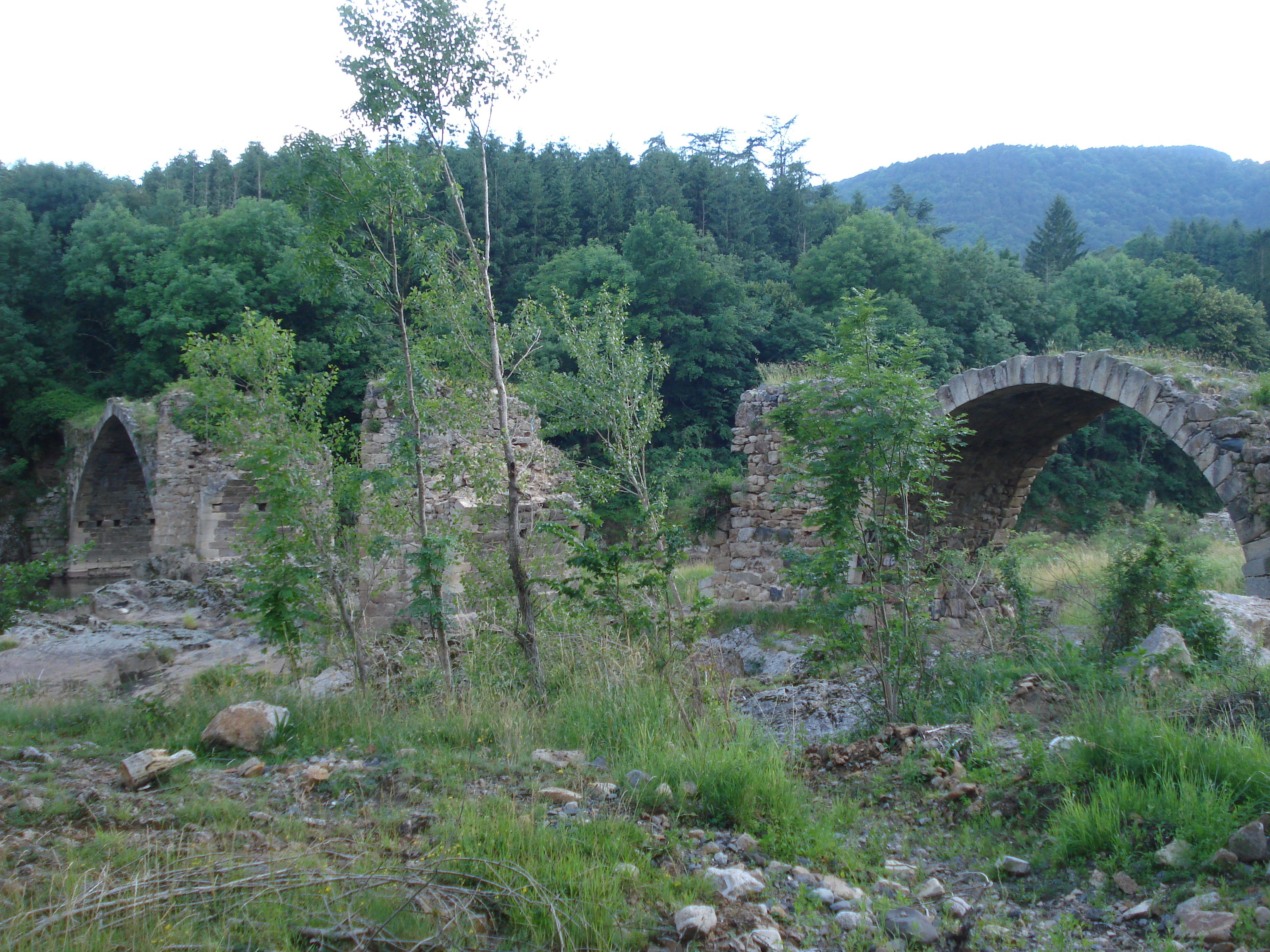
Ruines du vieux pont sur la Loire.
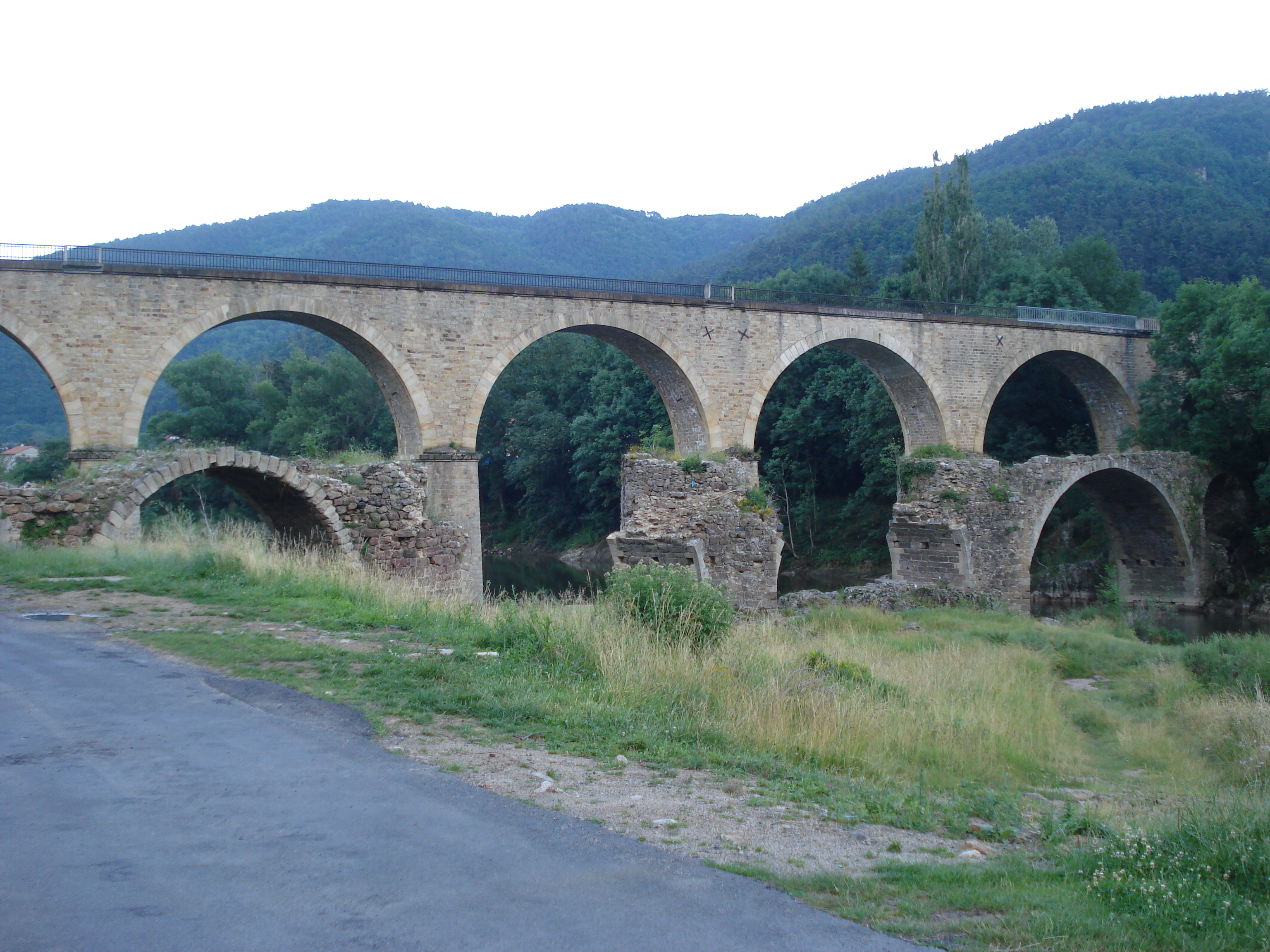
Ruines du vieux pont avec le pont du chemin de fer.
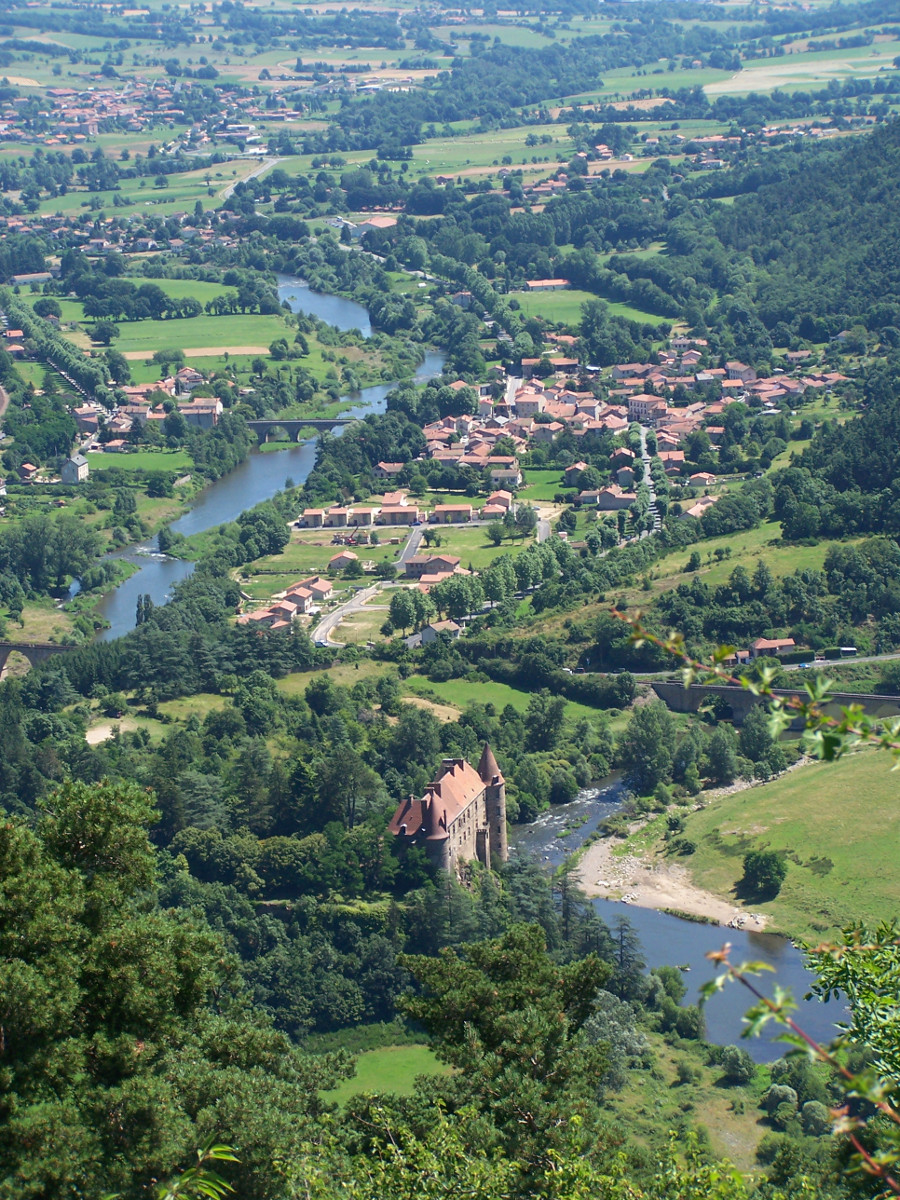
Lavoûte-sur-Loire, et la plaine de l'Emblavez.

### Personnalités liées à la commune
- Le cardinal Melchior de Polignac, est né à Lavoûte-sur-Loire en 1661.